# Zwiesel
Zwiesel ist eine Stadt im niederbayerischen Landkreis Regen und seit 1972 ein staatlich anerkannter Luftkurort.
Die Stadt im Bayerischen Wald ist bekannt für die Glasindustrie (Zwiesel Kristallglas AG), Kristallmanufakturen (Theresienthal) und die Glasfachschule. Zwiesel nennt sich aus diesem Grund auch „die Glasstadt“. In dem Ort befinden sich zahlreiche weitere Glasherstellungs- und Glasveredelungsbetriebe.
Der Wahlspruch der Stadt lautet: „Fein Glas, gut Holz sind Zwiesels Stolz“.

## Geografie

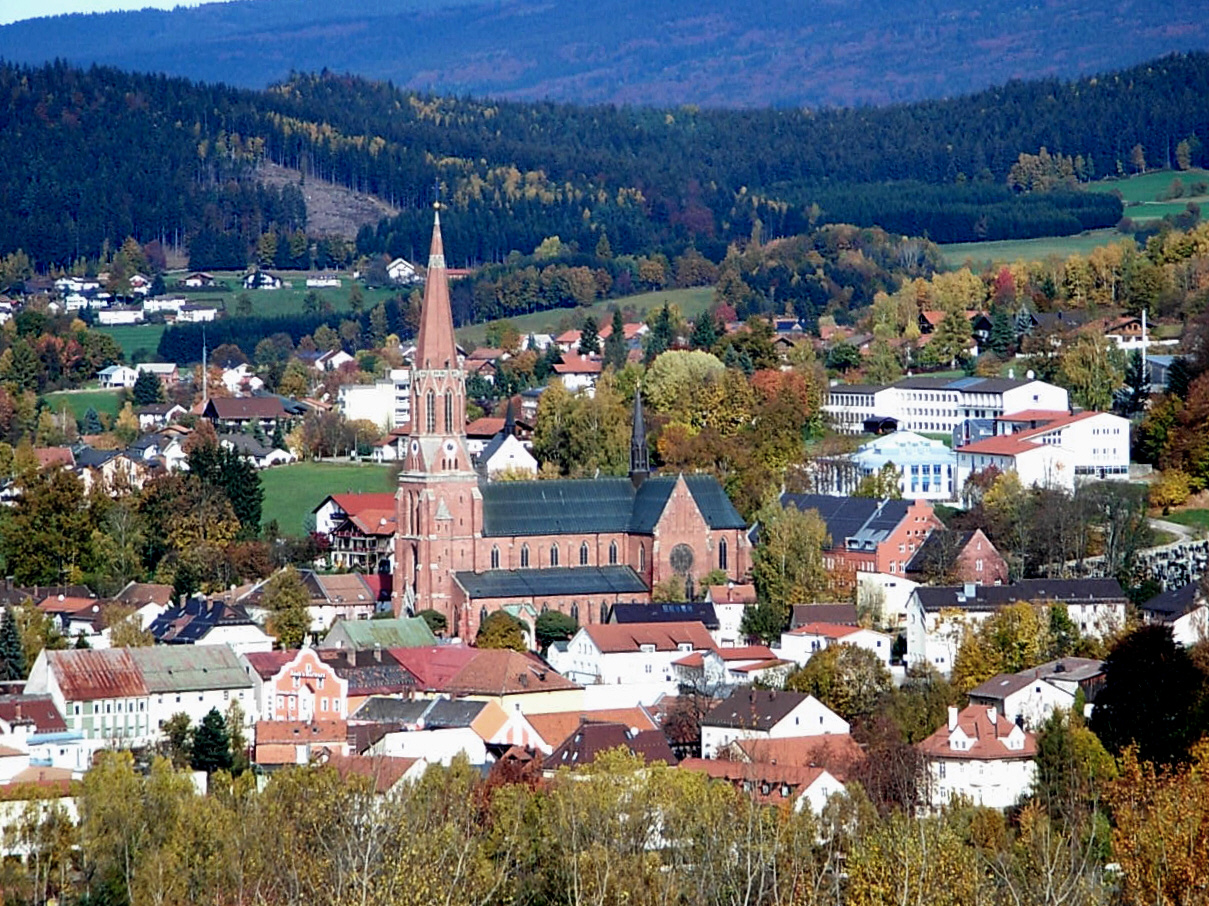
Zwiesel mit der Pfarrkirche St. Nikolaus

### Geografische Lage
Zwiesel liegt am Zusammenfluss von Großem und Kleinem zum Schwarzen Regen. In einem weitläufigen Talkessel sind die Berge des Hinteren Bayerischen Waldes: Großer Arber, 1456 m; Großer Falkenstein, 1315 m; und Kiesruck, 1265 m. Die Kreisstadt Regen liegt etwa zehn Kilometer südwestlich, Deggendorf 35 Kilometer südwestlich, Grafenau befindet sich 30 Kilometer südöstlich, sowie 15 Kilometer vom Grenzübergang zu Tschechien in Bayerisch Eisenstein entfernt.
Zwiesel verfügt neben der Straßenanbindung über die B 11 auch über einen Knotenbahnhof der Bayerischen Waldbahn mit Verbindungen im Stundentakt nach Plattling, Bayerisch Eisenstein, Bodenmais und Grafenau.

### Gemeindegliederung
Zwiesel hat elf Gemeindeteile (in Klammern ist der Siedlungstyp angegeben):
- Ableg
- Bärnzell (Dorf)
- Glasberg (Weiler)
- Griesbach (Dorf)
- Innenried (Dorf)
- Klautzenbach (Dorf)
- Lichtenthal (Dorf)
- Rabenstein (Dorf)
- Theresienthal (Dorf)
- Zwiesel (Hauptort)
- Zwieselberg (Dorf)

### Mineralogie
Zwiesel verfügt über mannigfaltige mineralogische Aufschlüsse, die mit ihrem Quarzreichtum vor allem den Glas verarbeitenden Betrieben zugutekamen. Die bekannteste dieser Abbaustätten ist wohl der Quarzbruch am Hennenkobel (Hühnerkobel), wo viele seltene und begehrte Minerale zu Tage getreten sind wie unter anderem die hier zuerst entdeckten Minerale Phosphoferrit, Triphylin und Xanthoxenit, aber auch „edle“ Minerale wie Beryll, der zu den Granaten gehörende Spessartin und verschiedene Turmaline.
Das zuerst in der ehemaligen Grube Birkhöhe entdeckte Mineral Zwieselit wurde nach der Glasstadt benannt.

## Geschichte

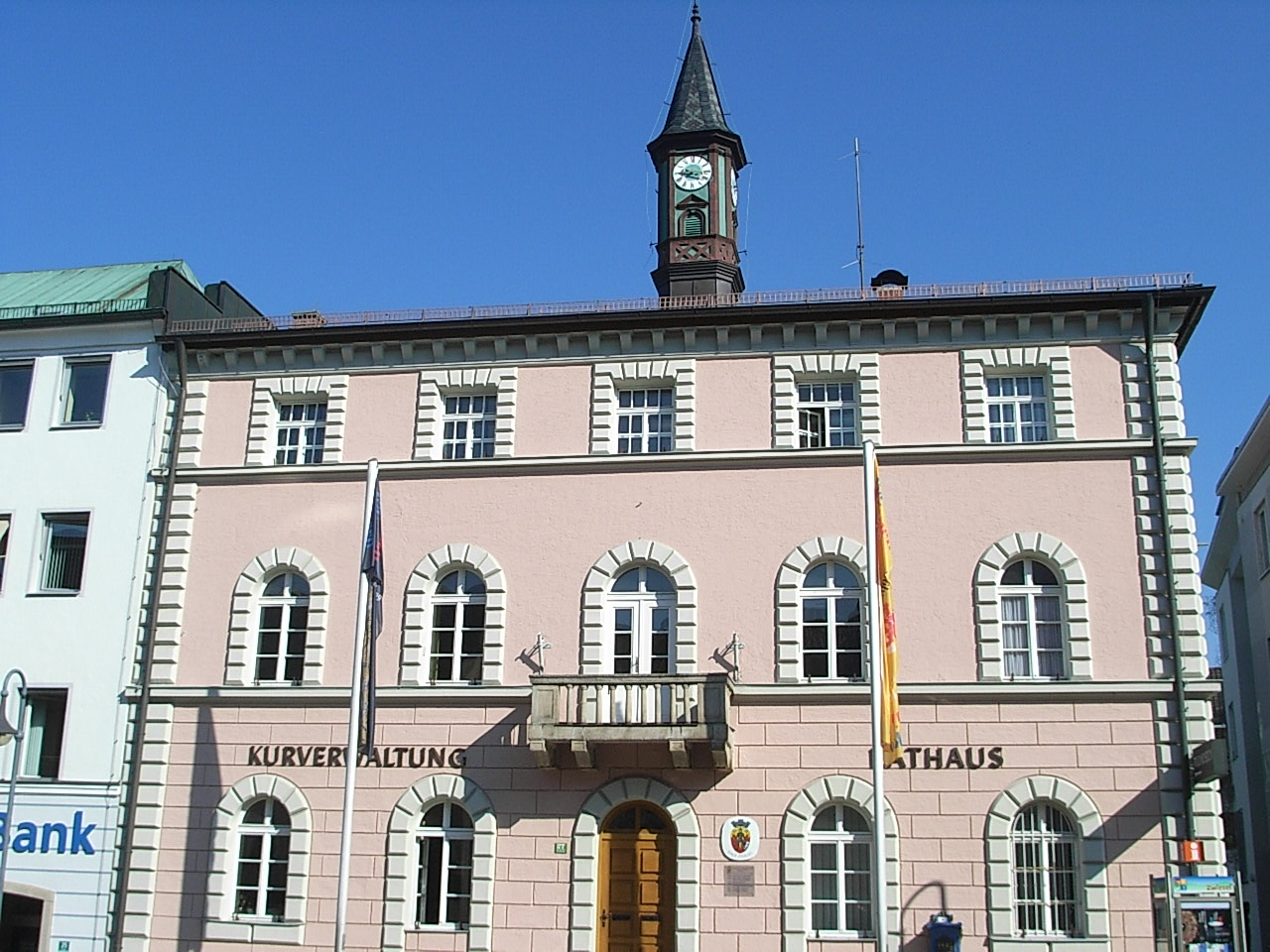
Das 1838 errichtete Rathaus

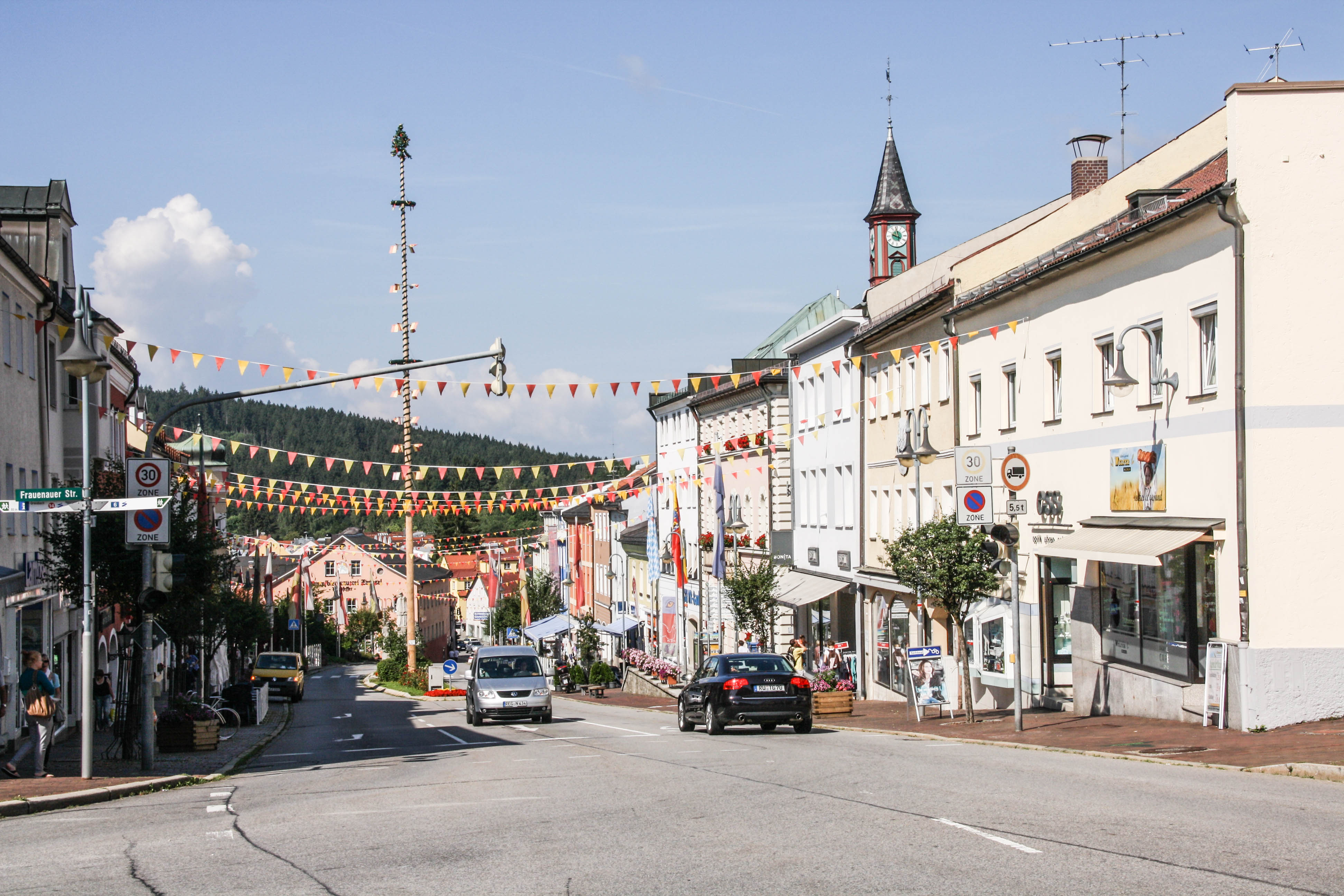
Der Stadtplatz

### Etymologie
Der Stadtname wurde 1254 als „Zwisel“, bald nach 1301 als „Zwiseln“, 1738 als „Zwisl“ und 1832 als „Zwiesel“ und „Zwisel“ erwähnt. Das mittelhochdeutsche Wort zwisel bedeutet Gabel (siehe auch: Zwiesel (Botanik)); hier ist die Vereinigung des Großen und des Kleinen Regens sowie die zweier Straßen gemeint.

### Bis zum 19. Jahrhundert
Die ersten Siedler waren der Sage nach Goldwäscher. Erstmals wurde Zwiesel 1255 als Dorf mit einer hölzernen Kapelle erwähnt. 1280 war der Ort ein wichtiger Umschlagplatz nach Böhmen. Ab 1313 wurde Zwiesel bereits als Markt bezeichnet. Am 11. September 1560 wurde dem Markt von Herzog Albrecht V. von Bayern das heute noch aktuelle Wappen verliehen. Philipp Apian bezeichnete ihn auf seiner Landkarte von 1568 als „Zwisel“.
Die Entwicklung Zwiesels wurde immer wieder von Brandkatastrophen, Kriegen und Seuchen behindert. So wurde der Ort 1431 von den Hussiten, 1468 im Böcklerkrieg und 1633 im Dreißigjährigen Krieg von den Schweden eingeäschert. 1741 fielen die Panduren ein und 1809 gab es eine große Schlacht am Landwehrbergl mit einer Horde böhmischer Plünderer.
Bereits im 16. Jahrhundert wurde in Zwiesel Bergbau im Bergwerk Rotkot betrieben.
1767 wurde die Bergkirche errichtet und 1838 das jetzige Rathaus erbaut. 1825, 1832, 1846, 1849 und 1870 wüteten schwere Marktbrände. Beim letzten Brand am 19. August 1876 ging auch die Pfarrkirche in Flammen auf. Die Wasserleitung kam 1888, das elektrische Licht 1896. In den Jahren 1891 bis 1896 wurde die Stadtpfarrkirche St. Nikolaus erbaut. Von Beginn an waren Glas und Holz die bestimmenden Faktoren in der weiteren Entwicklung. Die Glasindustrie im Zwieseler Winkel geht bis ins 15. Jahrhundert (Rabenstein 1421) zurück. 1836 wurde die Krystallglasfabrik Theresienthal gegründet und 1872 begann der Glasmeister Anton Müller den Bau der Glashütte Annathal, der späteren Schott-Werke, die nun als Zwiesel Kristallglas AG firmieren und ein bedeutender Kelchglasproduzent Deutschlands sind.

### 20. und 21. Jahrhundert
Im Jahr 1904 wurde die Glasfachschule gegründet, die in der Folge zum Staatlichen Bildungszentrum für Glas avancierte. Im selben Jahr wurde Zwiesel zur Stadt erhoben und stieg rasch zum wirtschaftlichen und kulturellen Zentrum des Mittleren Bayerischen Waldes auf.
Gegen Ende des Zweiten Weltkrieges, am 20. April 1945 mittags um 12 Uhr, wurden bei einem Bombenangriff auf die Eisenbahnbrücken mehrere Häuser zerstört, 15 Zivilisten kamen dabei ums Leben. Am 22. April wurde Zwiesel ohne weiteres Blutvergießen an die Amerikaner übergeben.
Ein herausragendes Ereignis in der jüngsten Geschichte der Stadt war die Bayerische Landesausstellung 2007 Bayern – Böhmen: 1500 Jahre Nachbarschaft. Viele Besucher der Ausstellung kamen auch aus der benachbarten Tschechischen Republik.

### Eingemeindungen
Im Zuge der Gemeindegebietsreform wurde am 1. Oktober 1971 die Gemeinde Klautzenbach eingegliedert. Am 1. Januar 1978 kam der größere Teil der Gemeinde Rabenstein hinzu. Die 1250 Hektar umfassende Gemeinde Bärnzell kam am 1. Mai 1978 mit 652 Einwohnern zu Zwiesel.

### Religionen
- Katholisch

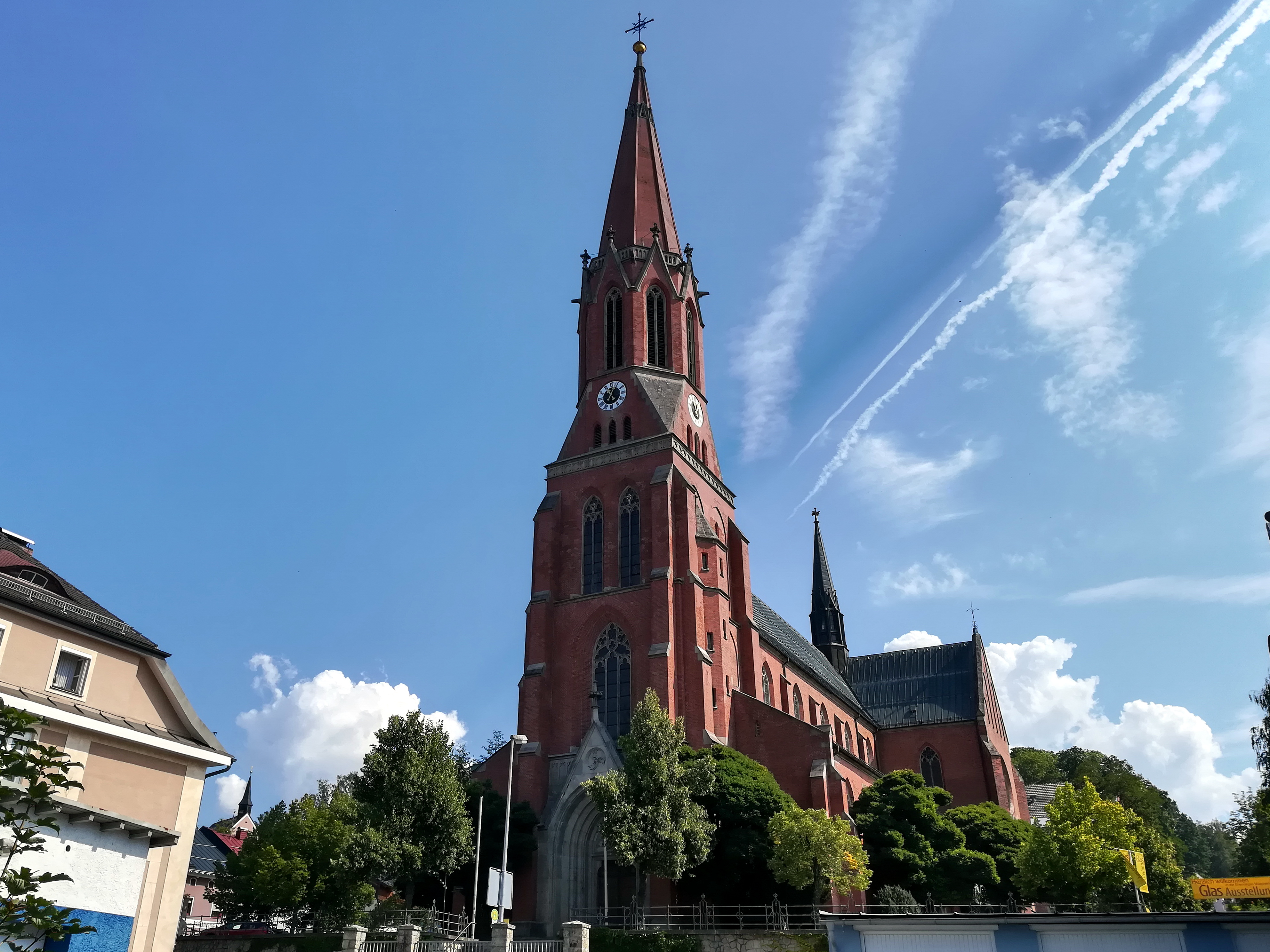
Katholische Stadtpfarrkirche St. Nikolaus

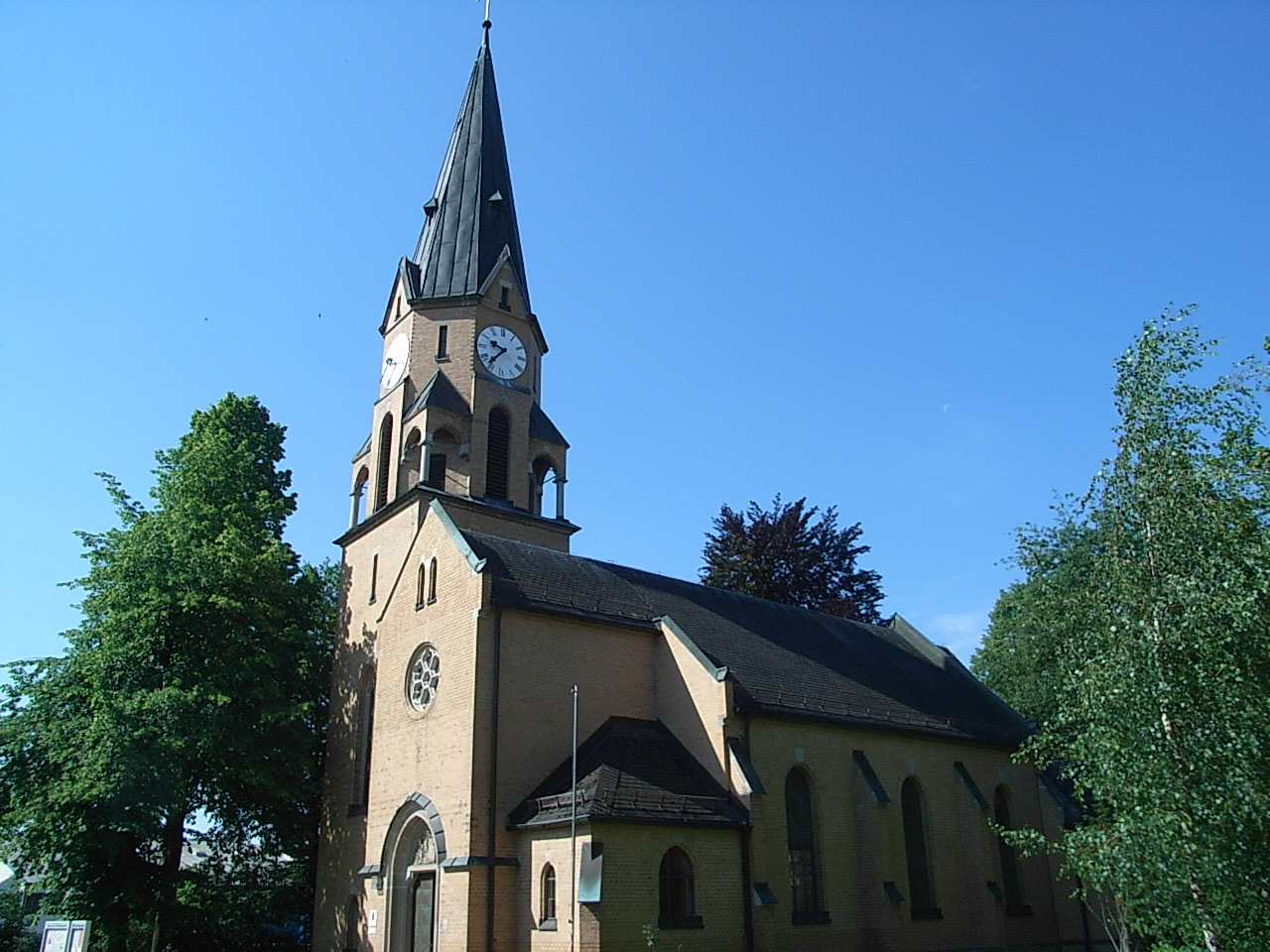
Die evangelische Kreuzkirche

  - Schon im Jahre 1356 hatte der Ort einen eigenen Seelsorger, der als Vikar dem Pfarrer von Regen unterstand. 1558 wurde die Expositur Zwiesel zur Pfarrei erhoben. Seit 1962 befindet sich hier das Kloster Maria Trost der Augustiner (OSA), das von sudetendeutschen Mönchen gegründet wurde und zum Vikariat Wien gehört. Im 20. Jahrhundert wirkten in Zwiesel Englische Fräulein und Arme Franziskanerinnen von der Heiligen Familie. Seit 2004 besteht der Pfarrverband Zwiesel-Ludwigsthal.
- Evangelisch
  - Nach dem bayerischen Religionsedikt von 1803 des Kurfürsten Maximilian ließen sich in Zwiesel evangelische Christen nieder. 1885 wurde der Evangelische Verein Zwiesel gegründet, der erreichte, dass Zwiesel 1889 Sitz einer Reisepredigerstelle wurde. Am 29. Mai 1895 konnte die neugotische Kirche in der Bahnhofstraße (heute Dr.-Schott-Straße) eingeweiht werden. 1922 erfolgte die Erhebung zur Pfarrei.
- Neuapostolisch
  - Eine neuapostolische Gemeinde hat sich in Zwiesel ebenfalls niedergelassen. Sie besitzt in der Stadt eine eigene Kirche.

### Einwohnerentwicklung
Im Jahr 1800 zählte Zwiesel 803 Einwohner in 140 Wohngebäuden. Bereits 1810 konnte der tausendste Bewohner gezählt werden. 1867 hatte der Markt Zwiesel 2.303 Einwohner in 243 Wohngebäuden. 1900 betrug die Einwohnerzahl 3.760 in 333 Wohngebäuden. Nach dem Zweiten Weltkrieg wuchs Zwiesel auf 5.885 Bewohner an. Der Einwohnerhöchststand war für das Jahr 1984 mit 10.670 Personen zu verzeichnen. 2013 lebten 9.257 Menschen in der Stadt Zwiesel und den umliegenden Ortsteilen. Bis Ende 2015 stieg der Einwohnerstand auf rund 9.400.
Zwischen 1988 und 2021 sank die Einwohnerzahl von 9.955 auf 8.984 um 971 Einwohner bzw. um 9,75 %.

## Politik

### Stadtrat
Der Stadtrat setzt sich seit der Kommunalwahl vom 15. März 2020 wie folgt zusammen:
- CSU: 7 Sitze
- Freie Wähler FW: 4 Sitze
- SPD: 3 Sitze
- Grüne: 3 Sitze
- Parteifreie Wählergemeinschaft PWG: 3 Sitze

### Bürgermeister
Berufsmäßiger Erster Bürgermeister ist Karl-Heinz Eppinger (SPD). Er ist seit 23. Februar 2023 im Amt. Am 11. Dezember 2022 wurde er bei einer Stichwahl mit der Künstlerin und FDP-Kreisrätin Gloria Gray gewählt.
Sein Vorgänger Franz Xaver Steininger (parteilos), der seit Februar 2012 im Amt war, war am 9. April 2021 mit sofortiger Wirkung suspendiert worden.

### Wappen
| | Blasonierung: „In Rot eine gestürzte, eingeschweifte goldene Spitze; im ganzen überdeckt mit einem stehenden, blau gerüsteten Ritter mit blauem Eisenhut und Dolch an der Seite, in der Rechten ein mit goldenem Wehrgehänge umwundenes blaues Schwert, mit der Linken gestützt auf einen gespaltenen Schild; darin vorne in Gold am Spalt ein halber schwarzer Adler, hinten die bayerischen Rauten.“ |
| Wappenbegründung: Zwiesel leitet seinen Namen von der Lage am Zusammenfluss des Großen und des Kleinen Regen ab (mittelhochdeutsch „zwisel“/Gabel). Dafür ergibt das mit der gestürzten Spitze zweigeteilte Wappen ein passendes Bild. Der Dreiecksschild mit dem halben Reichsadler und den im Wappenbrief auf 21 festgelegten Rauten erinnern an Kaiser Ludwig den Bayern, der 1342 die grundherrschaftlich zum Kloster Niederalteich bzw. dessen Propstei Rinchnach gehörende Gegend von Zwiesel bis zur böhmischen Grenze mit Steuerfreiheit an Hartwig von Degenberg übergab. Der Ritter könnte eine Anspielung auf das politische Ringen um den Ort in der Zeit der Wappenverleihung im 16. Jahrhundert sein, als der bayerische Herzog eine vorübergehende Schwäche der Reichsherrschaft Degenberg zum Ausbau der eigenen Herrschaft nutzen wollte. Dazu würde auch der gespaltene Schild mit Reichsadler (Reichsfreiheit) und Rauten passen. Die Betonung des Geharnischten soll vielleicht auch auf die an der Landesgrenze zu Böhmen und Österreich (Reichsadler) erforderliche Wehrhaftigkeit hindeuten. Das wohl gleichzeitig gewährte Marktsiegel wurde nach Änderung der Verhältnisse schon 1570 wieder aufgegeben. Die dauernde Siegelführung setzte erst nach 1602 erneut ein, als Zwiesel nach dem Aussterben der Degenberger endgültig an Bayern kam. | |

### Städtepartnerschaften
- Seit Mai 2006 besteht eine Städtepartnerschaft mit der etwa 800 Kilometer entfernten Seehafenstadt Brake (Unterweser) in Niedersachsen.

## Kunst, Kultur und Sehenswürdigkeiten

### Bauwerke

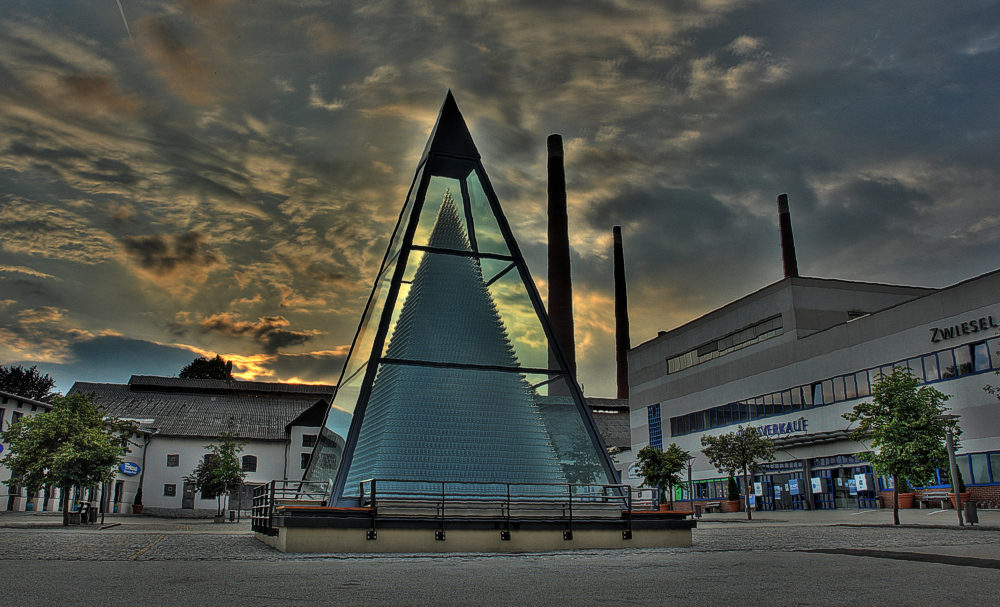
Die Kristallglas-Pyramide

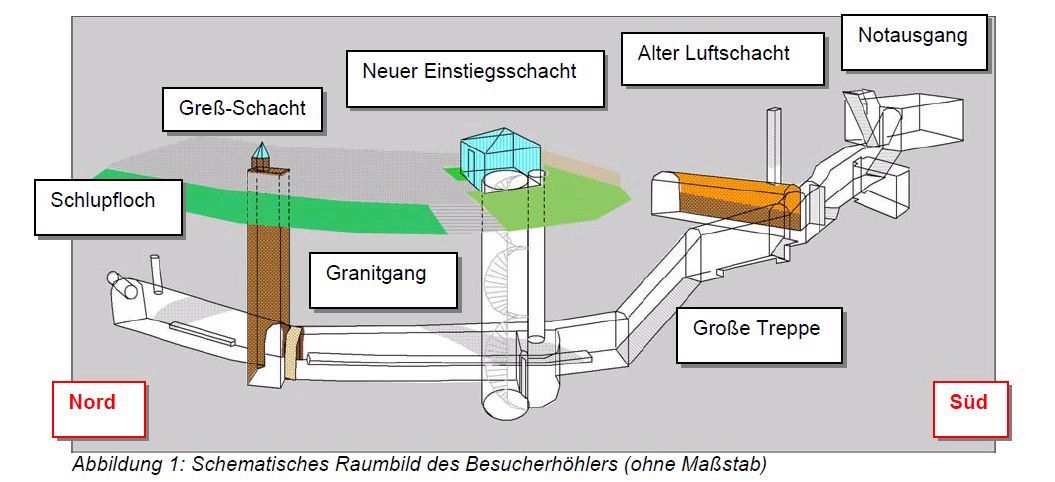
Unterirdische Gänge

- Evangelisch-lutherische Pfarrkirche: Saalkirche mit Steildach und eingezogenem, fünfseitig geschlossenem Chor, Flankenturm mit Spitzhelm und Eckbaldachinen, neugotisch, 1894–95.
- Stadtpfarrkirche St. Nikolaus: dreischiffiger, neugotischer Backsteinbau, erbaut 1892 bis 1896, mit einem 86 Meter hohen Turm, wird als Dom des Bayerischen Waldes bezeichnet
- Katholische Bergkirche Maria Namen: Rokokokirche, erbaut 1767, mit Deckengemälden von Franz Anton Rauscher (1731–1777)
- Kristallglas-Pyramide: Das Rekord-Bauwerk der Zwiesel Kristallglas AG ist über acht Meter hoch und besteht aus über 93.000 Weingläsern.
- Auf dem Stadtplatz steht die 1767 errichtete Bildsäule des Johannes von Nepomuk, der von St. Sebastian und St. Florian flankiert wird. Das Rathaus ist ein klassizistisches Gebäude aus dem Jahr 1838. Am unteren Ende des Stadtplatzes befindet sich der Schott-Brunnen, ein Geschenk der Schott Zwiesel AG aus dem Jahr 1975. 1998 wurde der Stadtplatz als Fußgängerzone ausgewiesen, was jedoch ein Bürgerentscheid 1999 wieder aufhob.
- Unterirdische Gänge Zwiesel: ein bis ins Hochmittelalter zurückdatierbares Tunnel-System im Umfeld des Zwieseler Burgstalls. Erschlossen für den Besucherverkehr. Wechselnde Kunstausstellungen.

### Museen
- Waldmuseum Zwiesel: Im ehemaligen Mädchenschulhaus am Kirchplatz 3 werden etwa 8000 Exponate aus den Bereichen Wald, Holz, Glas und Heimat gezeigt. In großräumigen Dioramen ist die Tier- und Pflanzenwelt des Waldes dargestellt. Eine Pilzlehrschau rundet das Waldbild ab. Ausgestellt ist auch das gesamte Inventar der Stadtapotheke aus dem Jahr 1870. Im Waldmuseum wird auch der künstlerische Nachlass des niederbayerischen Komponisten Erhard Kutschenreuter aufbewahrt und der Heimatforscher und Volkssänger Paul Friedl gewürdigt.
- Glasmuseum Theresienthal: In einem ehemaligen Herrenschloss der Familie Poschinger befindet sich eine Sammlung von Gläsern, die zwischen 1800 und 1930 hergestellt wurden. Zu sehen sind Glasobjekte der Kristallmanufaktur Theresienthal, die im 19. Jahrhundert an vielen europäischen Höfen zu bewundern waren.
- Dampfbier-Museum der 1. Dampfbierbrauerei Zwiesel: Die Brauerei der Familie Pfeffer ist bekannt für das sogenannte Dampfbier. Die historische Erlebnisbraustätte des Betriebs gibt Einblicke in die Brauereigeschichte(n) zwischen Tradition und Moderne.
- Das Spielzeug-Museum wurde im Mai 1988 eröffnet und zeigte, verteilt auf sechs Ausstellungsräume, in über 45 Vitrinen Spielzeug aus dem 19. und frühen 20. Jahrhundert. Das Museum wurde am 10. Februar 2008 geschlossen.[13]

### Galerien und Ateliers
- Galerie Zwiesel
- Galerie Horizonte
- Galerie Männerhaut
- Galerie Ritterswürden
- Glasstadt Galerie Zwiesel

### Kino
Am 23. März 1898 wurde durch ein Wanderkino im Saal des Gasthauses Janka erstmals in Zwiesel ein Filmprogramm vorgeführt, das aus fünf Kurzfilmen bestand. Ab 27. Oktober 1917 wurden im Pfeffersaal regelmäßig Filme gezeigt. Am 29. April 1923 wurde in der Hafnerstadt das erste stationäre Kino in Zwiesel eröffnet, am 8. Dezember 1950 folgte nach 16-monatiger Bauzeit das neue Filmtheater.

### Interkulturelle Projekte
Durch die Stadt Zwiesel und das Haus der Bayerischen Geschichte in Augsburg wurde 2007 die Landesausstellung Bayern - Böhmen: 1500 Jahre Nachbarschaft im Gebäude der Alten Mädchenschule veranstaltet. Dazu zählten neben dem musealen und museumsdidaktischen Ausstellungskern mehrere Veranstaltungen wie beispielsweise das Bayerisch-böhmische Begegnungsfest. Die jahrtausendealten interkulturellen Verflechtungen zwischen beiden Nachbarregionen rückten dadurch in das Bewusstsein der lokalen Kultur.

### Stadtpark und Naturschutzgebiete
Der heutige Kurpark entlang des Großen Regen wurde ab 1885 durch den Verschönerungsverein Zwiesel angelegt. Zuvor befanden sich an gleicher Stelle die sog. „Grüben“, eine weithin unberührte Wildnis, bestehend aus seitlichen Regenabflüssen, Abraumhügel, die auf den Aufenthalt früher Goldwäscher schließen lassen, und mit Gebüsch bewachsenes Sumpfgelände. 1887 integrierte man in das Parkgelände den sogenannten „Anlagen-Weiher“. Unter reger Beteiligung der einheimischen Bevölkerung konnte die Hauptarbeit ein Jahr später vollendet werden. Heute führt durch den Kurpark der „Zwieseler Skulpturenweg“.
Auf dem Gebiet der Stadt Zwiesel befinden sich insgesamt drei Naturschutzgebiete: Stockauwiesen, Rotfilz und Kiesau.

### Baumdenkmal
Das Baumdenkmal für die Deutsche Einheit am Kurweg beim Schwarzen Regen wurde am 29. Oktober 2015 gepflanzt.

## Tourismus
Ein wichtiges wirtschaftliches Standbein Zwiesels ist der Tourismus. Zwiesel liegt an der Glasstraße. Diese 270 Kilometer lange touristische Route führt von Neustadt an der Waldnaab bis nach Passau und wurde im Jahr 1997 von dem damaligen Bundeskanzler Helmut Kohl eröffnet. In vielen Orten der Route, so auch in Zwiesel, kann den Glasmachern bei ihrer Arbeit zugesehen werden. Für das Publikum besteht die Möglichkeit, durch einen eigenen Versuch Einblick in diese Tätigkeit zu bekommen.
In Zwiesel gibt es etwa 3800 Gästebetten aller Kategorien und zwei Campingplätze. Die erste fünfzig Quadratmeter große Zwieseler Freibadanlage entstand 1910, der im Jahr 1938 ein zweitausend Quadratmeter großes Freibad an der Rabensteiner Straße folgte. Später kam ein Hallenbad dazu. Das Hallenbad wurde 1999, das Freibad 2000 renoviert und der Komplex zum Zwieseler Erlebnisbad umgestaltet. Am 15. Juni 2005 eröffnete in der Nähe des Bades die umfangreiche Bayerwald-Sauna.

### Wintersport
Die Wintersportregion Zwiesel am Großen Arber (bis 1456 m) ist eines der größten Skigebiete des Bayerischen Waldes. Die Skigebiete sind mit Seilbahnen und Liften erschlossen. Die Loipennetze der benachbarten Orte summieren sich auf weit über 100 km. Durch Zwiesel verläuft die insgesamt 150 Kilometer lange Bayerwaldloipe.
Der Arber wurde vom Deutschen Skiverband als fester Bestandteil in den alpinen Ski-Weltcup-Kalender aufgenommen. Im Wechsel mit Ofterschwang sollte ab 2006/07 alle zwei Jahre ein Weltcup-Rennen am Arber stattfinden. Nach dem Weltcuprennen am 10. und 11. März 2007 fielen die geplanten Rennen im nächsten Jahr am 1. und 2. März 2008 wegen Schlechtwetter aus. Am 4. und 5. Februar 2011 fanden mit einem Slalom und Riesenslalom erneut zwei Weltcuprennen am Arber statt.
Weitere Angebote sind Wanderungen auf präparierten Winterwegen, Pferdeschlittenfahrten durch den Nationalpark sowie Schneeschuhlaufen und Fackeltouren.

### Regelmäßige Veranstaltungen
- Im Jahr 1880 feierte Zwiesel sein erstes Volksfest, 1936 erstmals unter dem Namen Grenzlandfest. Nach der Unterbrechung durch den Zweiten Weltkrieg wird es seit 1949 alljährlich begangen, anfangs auf dem Jahnplatz, ab 1956 auf den Pfefferwiesen und seit 1992 auf dem jetzigen Festplatz am Schwarzen Regen. Seit 1949 dauert das Grenzlandfest regelmäßig vom Samstag vor dem drittletzten Sonntag bis zum vorletzten Sonntag im Juli.
- Seit 1988 findet alle zwei Jahre beim Grenzlandfest ein Brauereiwagen-Geschicklichkeitsfahren statt. Teilnehmen können Bräuwagen-Viererzüge von Brauereien.[14]
- Während des Grenzlandfestes 1939 fand auf Anregung von Paul Friedl erstmals der Wettbewerb um den Volksmusikpreis Zwieseler Fink statt. Dieses älteste Sänger- und Musikantentreffen Bayerns hat sich von einem Wettbewerb zu einem zwanglosen Singen und Musizieren gewandelt. Das Treffen findet alljährlich im November statt.[15]
- Im Jahr 1962 wurde von der Sektion Zwiesel des Bayerischen Wald-Vereins der Zwieseler Buntspecht ins Leben gerufen, eine der bedeutendsten Kunstausstellungen des Bayerischen Waldes. Alljährlich im August zeigen hierbei Maler, Grafiker, Bildhauer, Keramiker und Glaskünstler aus dem gesamten Bayerischen Wald, dem vorgelagerten Donauraum und Böhmen ihre Werke.
- Der Verein Gläserner Winkel führt die Große Schnupftabakglas-Ausstellung durch.

## Wirtschaft und Infrastruktur

### Wirtschaft
Die Glasindustrie ist unverändert ein bedeutendes Standbein der Zwieseler Wirtschaft. Die Zwiesel Kristallglas AG ist größter Arbeitgeber der Stadt. Als „Glasstadt“ wird Zwiesel überregionale Anerkennung zuteil. Neben moderner Industrieproduktion nimmt der Werkstoff Glas in den Betrieben des Kunsthandwerks breiten Raum ein.
Ein weiterer wirtschaftlicher Existenzpfeiler der Stadt ist der Tourismus. Mit ca. 3000 Gästebetten und jährlich mehr als 300.000 Übernachtungen ist Zwiesel einer der bekanntesten Urlaubsorte in ganz Ostbayern. Aufgrund des hierdurch entstehenden Kapitalzuflusses werden über einen gut sortierten Einzelhandel zahlreiche Arbeitsplätze gesichert.

### Verkehr
Bundesstraße
- : Bayerisch Eisenstein – Zwiesel − Regen − ( Cham/Passau) – Deggendorf − Landshut − München

Bahnverkehr
Der Zwieseler Bahnhof stellt den wichtigsten Bahnknotenpunkt im Bayerischen Wald dar. Er liegt an der Bayerischen Waldbahn Plattling-Bayerisch Eisenstein und ist Ausgangspunkt der Strecken nach Grafenau und nach Bodenmais. Auf diesen Strecken verkehrt Die Länderbahn unter dem Markennamen Waldbahn.
Busverkehr
Zwiesel ist in das Bussystem der RBO integriert. Daneben existiert Buslinien der Firma Lambürger zu den touristischen Gegenden rund um Zwiesel, der Falkenstein-Bus und der Stadtbus.
Zwiesel ist damit wichtiger Knotenpunkt des „Nationalparkverkehrskonzepts Bayerischer Wald“. Hier gibt das Bayerwald-Ticket, sowie die GUTi-Gästekarte.

### Öffentliche Einrichtungen
- Freiwillige Feuerwehr Zwiesel[16]
- Arberlandklinik Zwiesel. Es wurde am 24. November 1929 als AOK-Krankenhaus eingeweiht und 1964 vom Landkreis Regen übernommen.
- Dienststelle des Bayerischen Landesamts für Steuern
- Finanzamt
- Vermessungsamt
- Polizeiinspektion
- Bundespolizeidienststelle

### Bildung
- Grundschule: Die Grundschule an der Bergstraße geht auf das 1961 erbaute neue Mädchenschulhaus zurück. Der Erweiterungsbau entstand 2001.
- Hauptschule: Das Gebäude der Hauptschule in der Böhmergasse wurde 1916 als Knabenschule erbaut und 1961 erweitert.
- Realschule: Die heutige staatliche Realschule wurde 1975 erbaut.
- Gymnasium Zwiesel: Mit Wirkung vom 2. September 1952 wurde in Zwiesel erstmals eine staatliche Realschule errichtet. 1957 erhielt sie die Bezeichnung Oberrealschule, aufgrund des Hamburger Abkommens von 1964 wurde sie als Mathematisch-Naturwissenschaftliches, mit der Einführung eines neusprachlichen Zweiges seit 1966 als Mathematisch-Naturwissenschaftliches und Neusprachliches Gymnasium tituliert. Ende 1971 und 1996 konnten neue Anbauten bezogen werden.

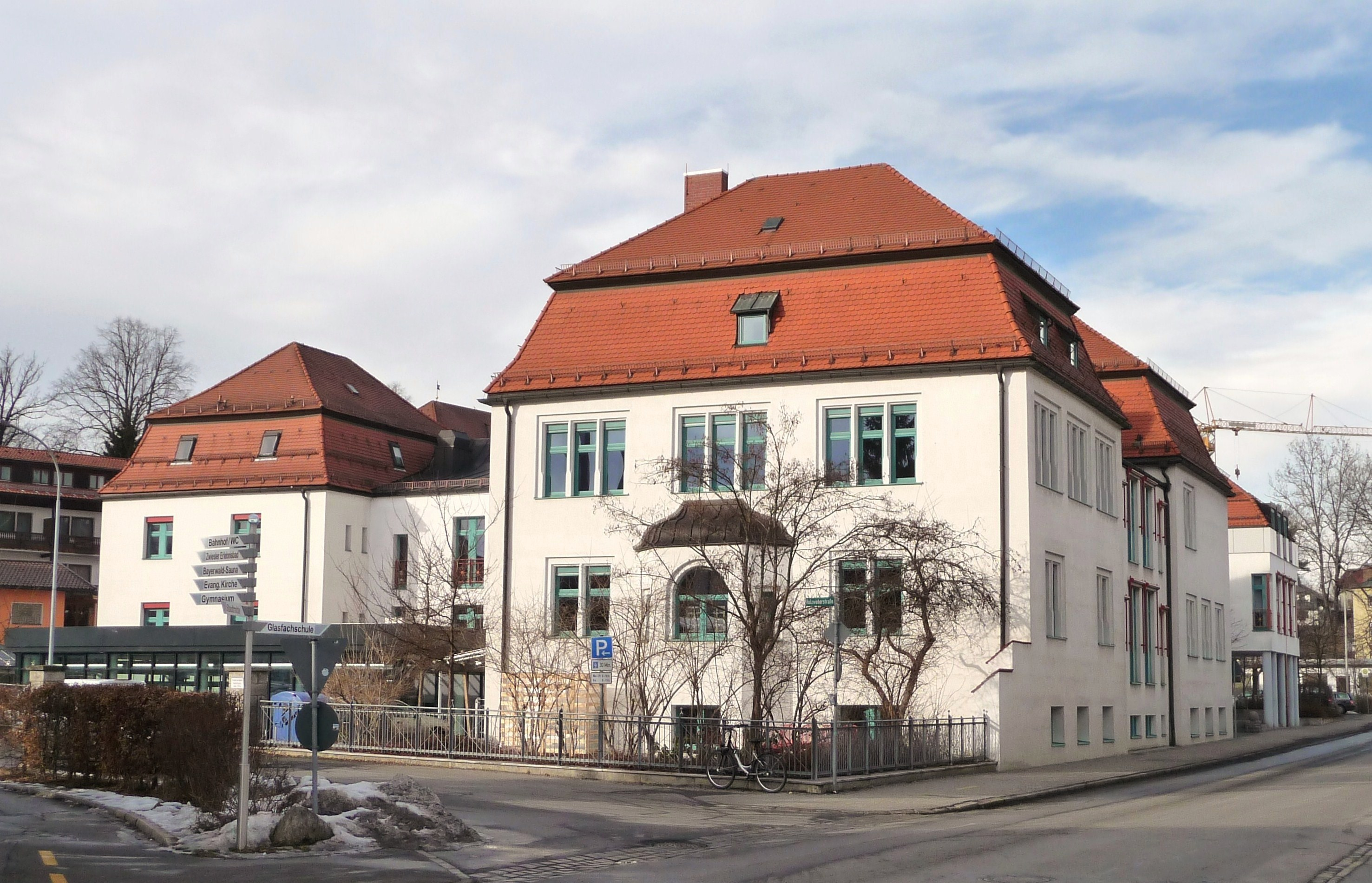
Die Glasfachschule

- Berufsbildungszentrum für soziale Berufe: Es umfasst Fachakademie für Sozialpädagogik, Berufsfachschule für Altenpflege, Berufsfachschule für Altenpflegehilfe und Berufsfachschule für Kinderpflege sowie das zugehörige Schülerinnenheim. Das sogenannte „Mädchenheim“ an der Theresienthaler Straße wurde am 7. Dezember 1951 eingeweiht, ein Erweiterungsbau folgte am 21. Dezember 1958, ein weiterer 1979.
- Glasfachschule: Die Glasfachschule Zwiesel – Staatliches Berufsbildungszentrum für Glas in der Fachschulstraße ist die einzige Fachschule Bayerns für Glasberufe. Sie wurde 1904 gegründet. Seit 1957 verfügt sie über eine eigene Versuchsglashütte. 1997 erfolgte eine wesentliche Erweiterung.
- Städtische Musikschule seit 1996

## Persönlichkeiten

### Kinder der Stadt
- Käte Hoch (1873–1933), Malerin
- Anton Waldmann (1878–1941), Facharzt für Hygiene und Generaloberstabsarzt
- Josef Zizler (1881–1955), Architekt
- Josephine Schneider-Foerstl (1885–1973), im Ortsteil Rabenstein geborene Schriftstellerin
- Fritz Rümmelein (1895–1918), Offizier und Träger des Pour le Mérite
- Philipp Grimm (1909–1984), Arbeitseinsatzführer in mehreren Konzentrationslagern
- Walter Mauder (1913–1999), Maler
- Wolf Hirtreiter (1922–2014), Bildhauer
- Fritz Stoiber (1924–2013), Musiker der Stoiber Buam
- Rudolf Kopp (1926–2022), Skilangläufer
- Sepp Achatz (1931–2020), Skilangläufer
- Georg Althammer (* 1939), Film- und Fernsehproduzent, Regisseur, Unternehmer und Drehbuchautor
- Heinz Wittmann (* 1943), Fußballspieler
- Ludwig Wörner (* 1948), SPD-Politiker
- Geiss Haejm (1951–2023), Liedermacher und Schriftsteller
- Franz Bernreiter (* 1954), Biathlet und Bronzemedaillen-Gewinner bei den Olympischen Spielen 1980, Silber bei der WM 1981
- Klaus Gattermann (* 1961), Skirennläufer
- Margit Rösler (* 1962), Mathematikerin und Professorin für Harmonische Analyse
- Gloria Gray (* 1965), Schauspielerin, Sängerin und Entertainerin
- Susanne Kiermayer (* 1968), Sportschützin und Silbermedaillen-Gewinnerin bei den Olympischen Spielen 1996
- Lutz Pfannenstiel (* 1973), Fußballtorhüter
- Ronny Raith (* 1976), Politiker (CSU) und Jurist
- Tessa Ganserer (* 1977), Politikerin (Bündnis 90/Die Grünen)
- Michael Adam (* 1984), Kommunalpolitiker
- Josef Wenzl (* 1984), Skilangläufer und Weltcupsieger
- Stephan Hain (* 1988), Fußballspieler
- Lukas Mühl (* 1997), Fußballspieler

### Weitere Persönlichkeiten, die mit der Stadt in Verbindung stehen
- Bruno Mauder (1877–1948), Glaskünstler und Direktor der Glasfachschule Zwiesel
- Paul Friedl (1902–1989), Schriftsteller und Heimatforscher
- Siegfried Schriml (1927–2016), Künstler
- Walter Demel (1935–2023), Skilangläufer
- Klaus Fischer (* 1949), ehemaliger Fußball-Nationalspieler
- Karlheinz Meininger (* 1953), ehemaliger Fußball-Bundesligaspieler (begann beim SC Zwiesel seine Laufbahn)
- Josef Weikl (* 1954), ehemaliger Fußballspieler und zweifacher Deutscher Pokalsieger (begann beim SC Zwiesel seine Laufbahn)
- Rolf Krüger (* 1939), Designer, arbeitete für die Schott-Zwiesel-Glaswerke

## Trivia
- Am 13. August 1994 zog ein 310 Meter langer Gespannszug, bestehend aus 158 Kaltblutpferden vor einer großen Zuschauermenge von Lindberg nach Zwiesel. Dieser Weltrekord im Mehrspännigfahren wurde 1995 in das Guinness-Buch der Rekorde eingetragen.
- Am 11. August 2011 wurde auf dem Münchner Flughafen eine Embraer 195 der Lufthansa CityLine auf den Namen der Glasstadt getauft.

## Filmografie
- Die Unzerbrechlichen. Dokumentation über die Wiederbelebung von Theresienthal (2006) 93 Min. Regie: Dominik Wessely, Marcus Vetter.